# 内雷 (安德尔省)
内雷（法語：Néret，法語發音：[neʁɛ]）是法国安德尔省的一个市镇，位于该省东南部，属于拉沙特尔区。

## 地理
内雷（46°34'8"N, 2°8'55"E）面积19.05 平方千米，位于法国中央-卢瓦尔河谷大区安德尔省，该省份为法国中部省份，北起卢瓦-谢尔省，西北接安德尔-卢瓦尔省，西南接维埃纳省，南至克勒兹省和上维埃纳省，东临谢尔省。
与内雷接壤的市镇（或旧市镇、城区）包括：沙托梅扬、尚皮耶、蒙勒维克、于尔西耶、维克埃克桑普莱。

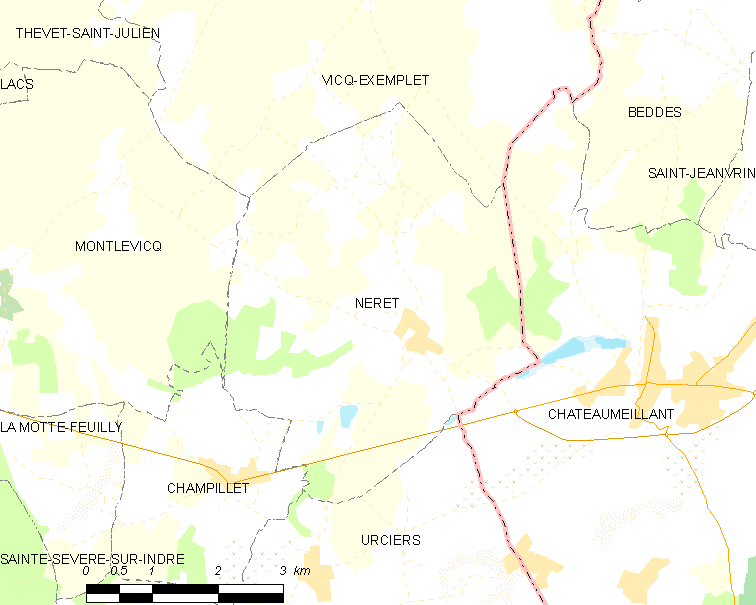
的OSM定位图

内雷的时区为UTC+01:00、UTC+02:00（夏令时）。

## 行政
内雷的邮政编码为36400，INSEE市镇编码为36138。

## 政治
内雷所属的省级选区为拉沙特尔县。

## 人口

1962-2008年间人口变化图示

内雷于2022年1月1日时的人口数量为188人。